# Torba (Vanuatu)
Torba (ili TorBa) je pokrajina u državi Vanuatu u južnom Pacifiku.

## Etimologija
Isto kao kod ostalih šest pokrajina Vanuatua, njeno ime umjetna je tvorevina i sastoji se od početnih slova otoka koje čine tu pokrajinu: TORba, i BAnks. 

## Zemljopis
Smještena je sjeverno od pokrajine Malampa. Glavni grad pokrajine je Sola.

### Otoci
Otočje Banks
| Ime         | Broj stanovnika | Površina u km2 |
| ----------- | --------------- | -------------- |
| Gaua        | 2491            | 342            |
| Kwakéa      | 26              |                |
| Merelava    | 647             |                |
| Merig       | 12              |                |
| Mota        | 683             | 9,5            |
| Motalava    | 1451            | 24             |
| Ra          | 189             | 0,5            |
| Ureparapara | 437             | 39             |
| Vanua Lava  | 2597            | 314            |

Otočje Torres
| Ime    | Broj stanovnika | Površina u km2 |
| ------ | --------------- | -------------- |
| Hiw    | 269             | 51             |
| Linua  | 0               |                |
| Lo     | 210             |                |
| Metoma | 13              |                |
| Tegua  | 58              |                |
| Toga   | 276             |                |

## Stanovništvo
Pokrajina ima oko 9359 stanovnika na području koje obuhvaća 882 km².  